# Lettrine
Pour le roman de Julien Gracq, voir Lettrines (Gracq).

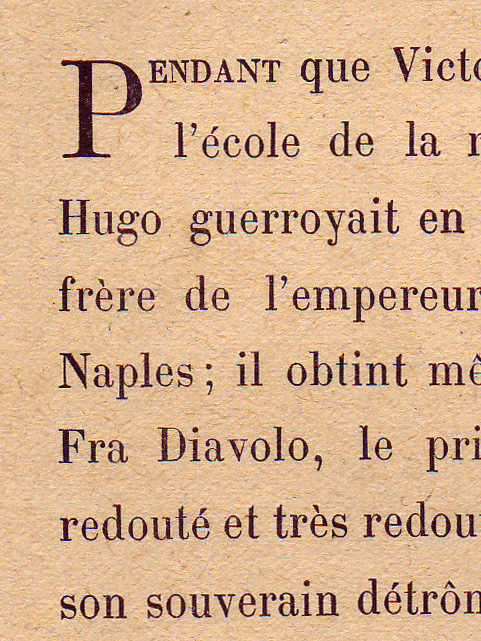
Lettrine sur deux lignes suivie de petites capitales.

Une lettrine est une lettre initiale, décorée ou non, placée en tête d’un texte, et d’un corps très supérieur à celui du texte courant, de manière à mettre en valeur le début du texte. Les autres lettres du premier mot sont généralement en petites capitales.

## Histoire
Comme lettre ornée, elle commence et décore une inscription, un paragraphe ou un chapitre d’ouvrage. Les moines du Moyen Âge cultivaient l’art de la lettrine dans leurs enluminures. Son origine est, dans les manuscrits anciens, la première lettre d’un texte ou d’un paragraphe, mise en valeur pour signaler au lecteur le début du texte ou du paragraphe. Ce peut être une lettre de taille courante, tracée dans une couleur différente : souvent le rouge au minium, qui donnera le terme de miniature. Puis la lettrine prend de l’importance, voit sa taille agrandie, et est de plus en plus fréquemment ornée de motifs purement décoratifs ou figuratifs. L’écriture utilisée peut alors différer de l’écriture du texte : elle est dessinée et peinte, déformée si besoin pour s’adapter au décor, quand la lettre courante est tracée selon le ductus habituel.

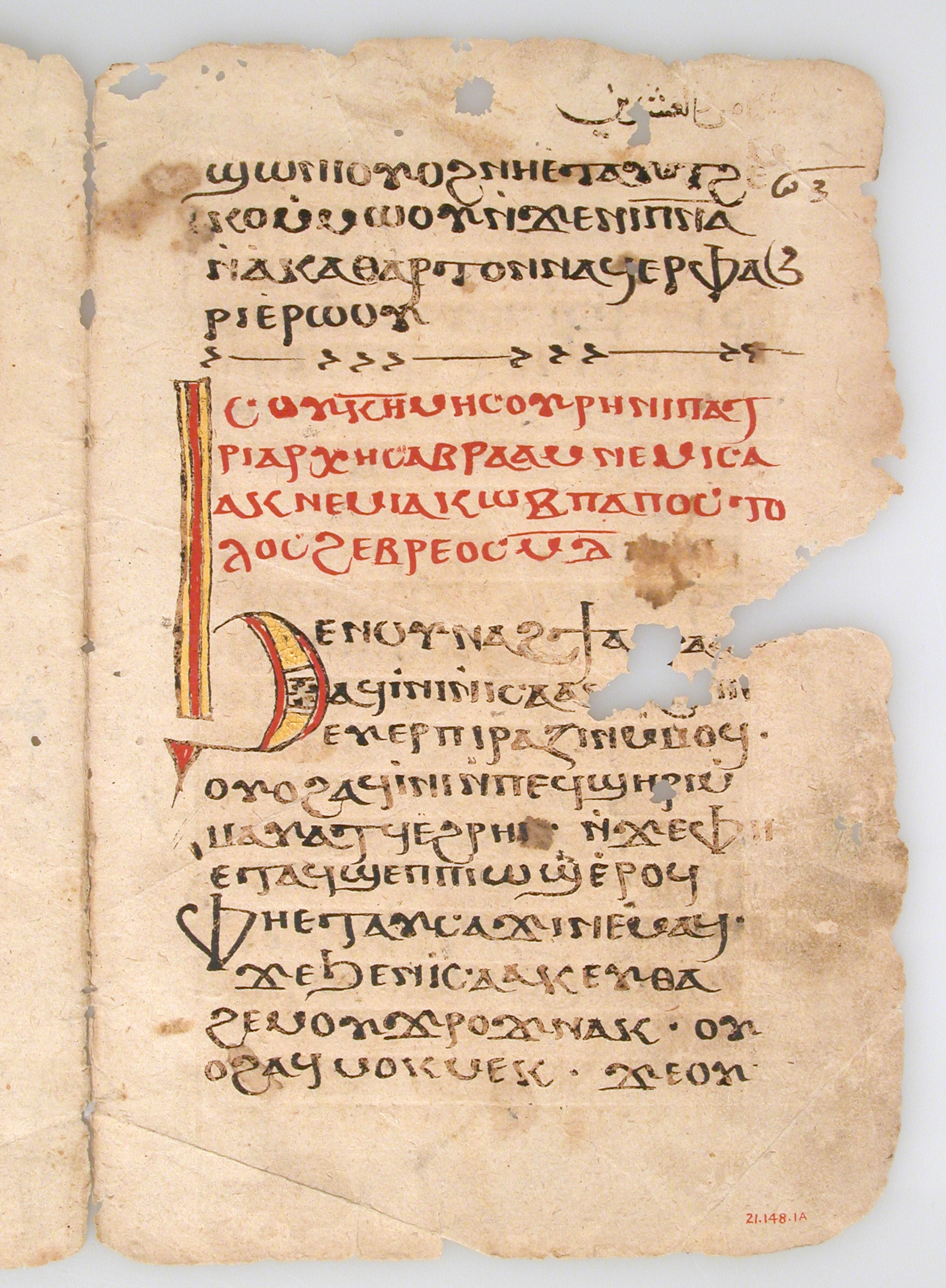
Lettrine, manuscrit copte,, Metropolitan museum of Art, New-York.

Avec l’invention de l’imprimerie, la lettrine est devenue un ornement typographique. Elle peut provenir d’une vignette conçue à cet effet ou d’un caractère plus grand de la même police de caractères ou d’une autre sorte.
En typographie, l’emploi du terme « lettrine » dans son sens actuel ne date que de la fin du XIXe siècle. Auparavant, il désignait une petite lettre entre parenthèses destinée à indiquer un renvoi. Ce que nous appelons aujourd’hui lettrine s’appelait « lettre grise » quand elle était incluse dans une vignette ornée, puis « lettre de deux points » quand, en se simplifiant, elle n’a plus été que composée dans un corps plus gros, plus ou moins sur la valeur de deux lignes, parfois dépassant du texte, en habillage ou parfois emboîtée dans celui-ci, comme dans l’illustration ci-contre.

## Galerie
Les lettrines suivantes sont classées dans l’ordre chronologique.

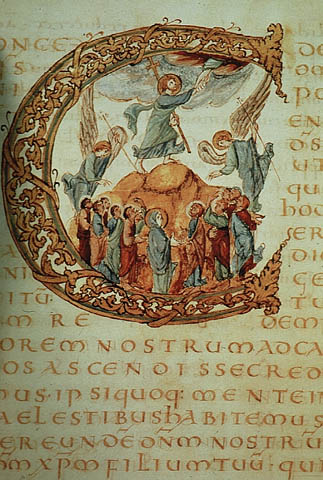
Lettrine enluminée C, Sacramentaire de Drogon (vers 850), Paris, BNF, MS lat. 9428.
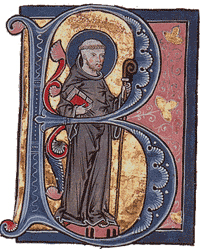
Lettrine historiée B, représentant Bernard de Clairvaux, tirée d’un manuscrit du XIIIe siècle.
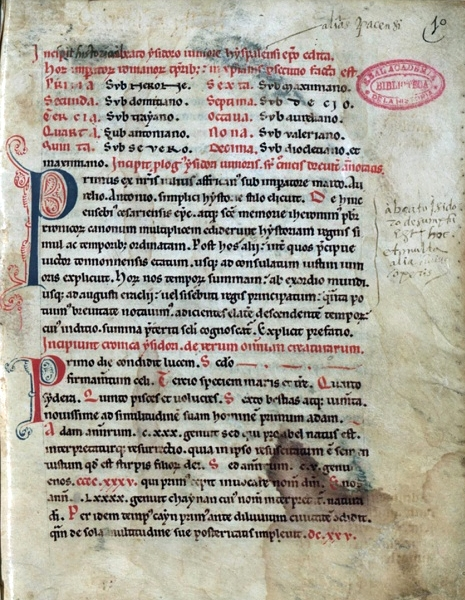
Page du XIIIe siècle comportant deux lettrines. Incipit de la Crónica najerense.
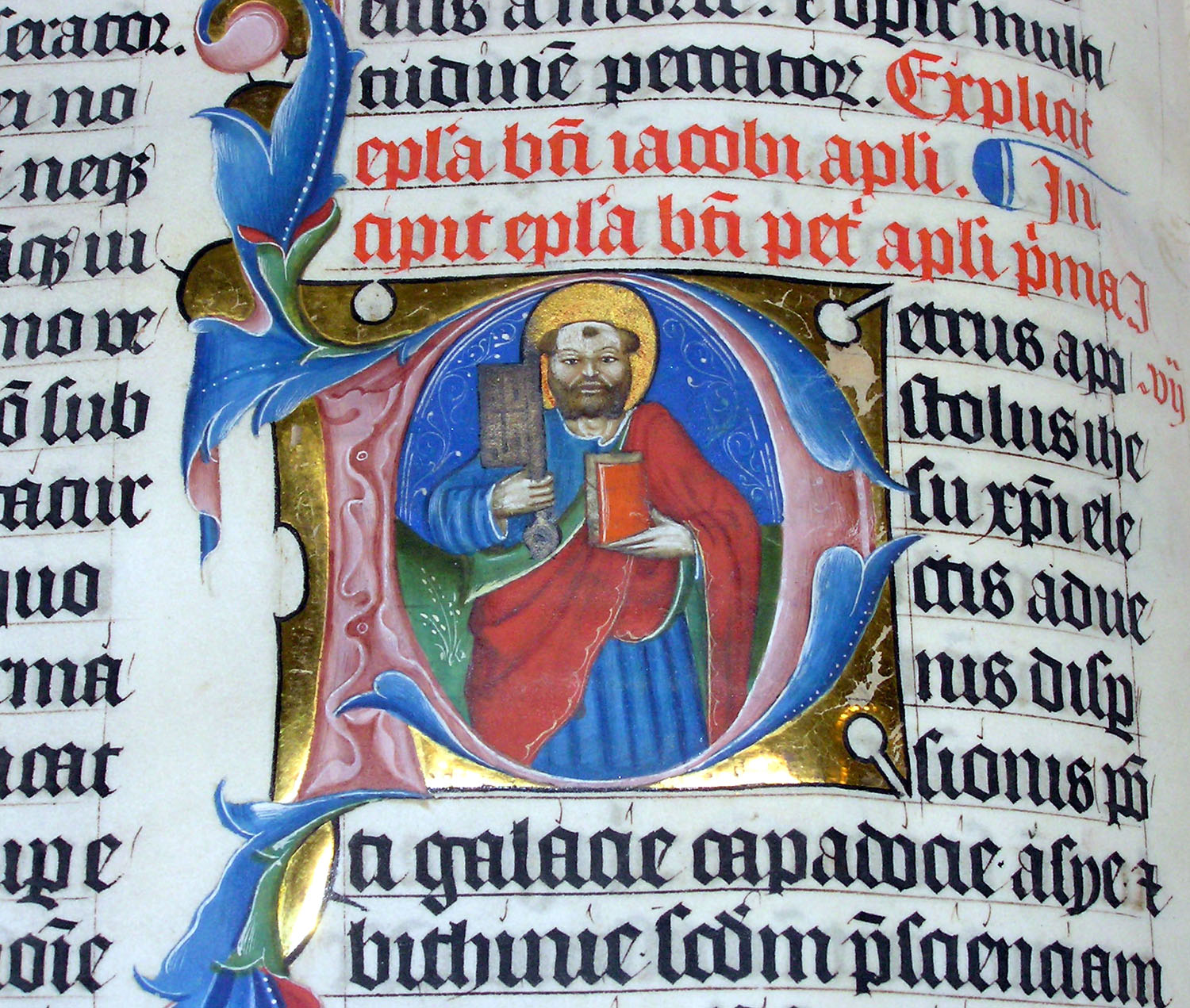
Lettrine enluminée P, représentant saint Pierre, Bible, Malmesbury Abbey, Wiltshire, Angleterre (1407).
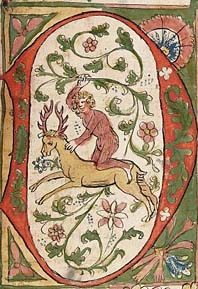
Lettrine enluminée D, représentant un homme sauvage chevauchant un cerf, Bible, Allemagne (1441-1449).
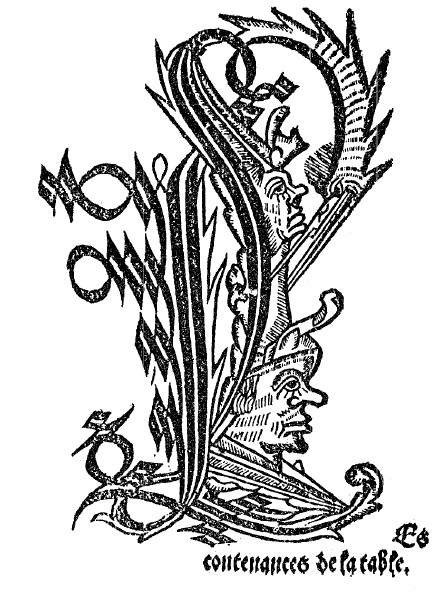
Lettrine L (estampe sur bois), Les Contenances de la table, Lyon, ca, ff 2.
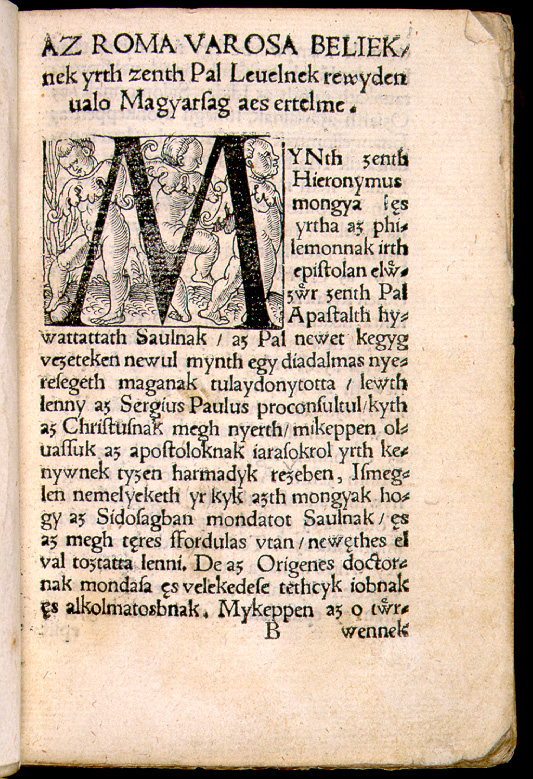
Page avec une lettrine (1533).
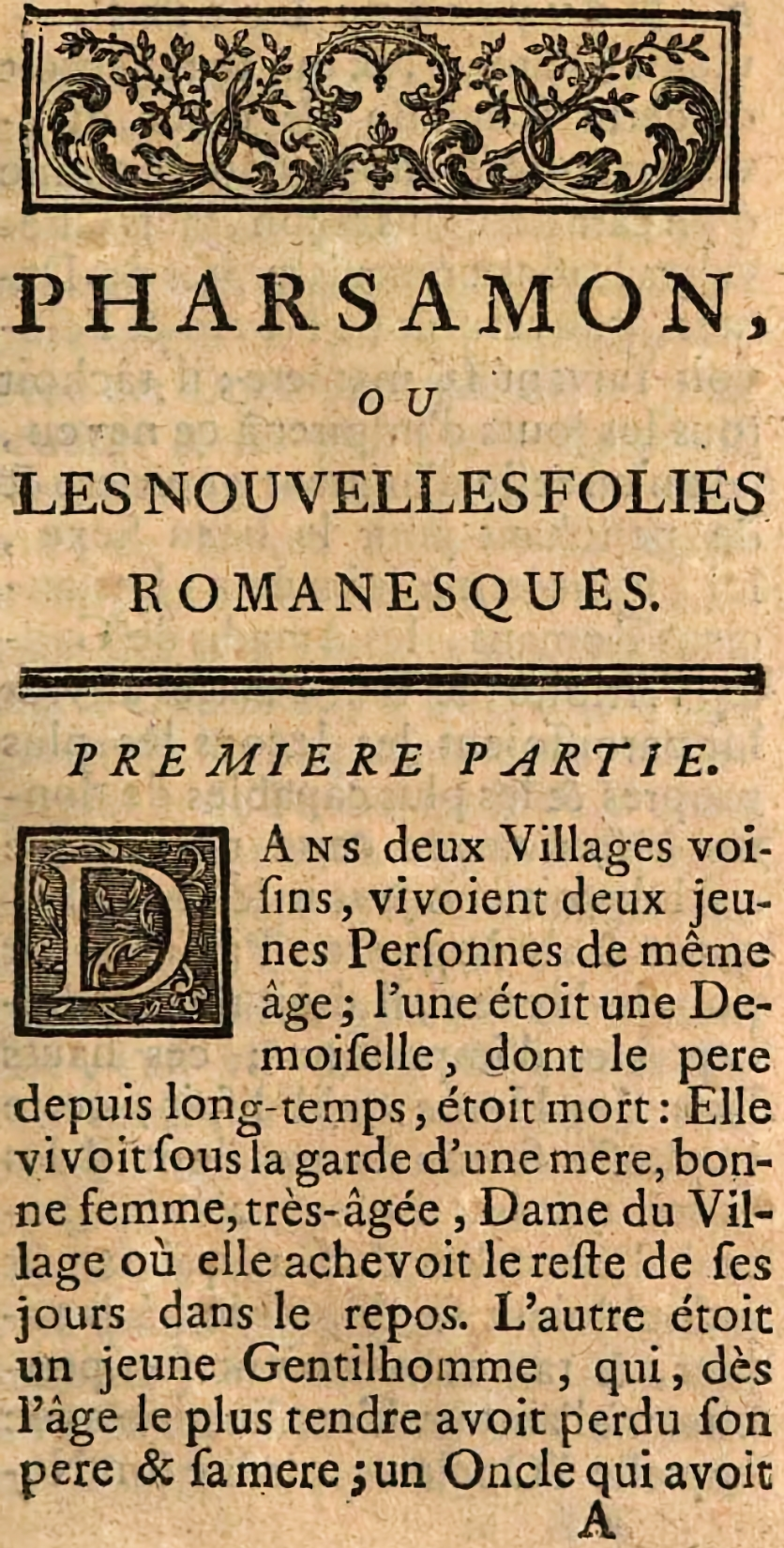
Lettrine typographique du XVIIIe siècle (vignette D). La page débute par un bandeau.
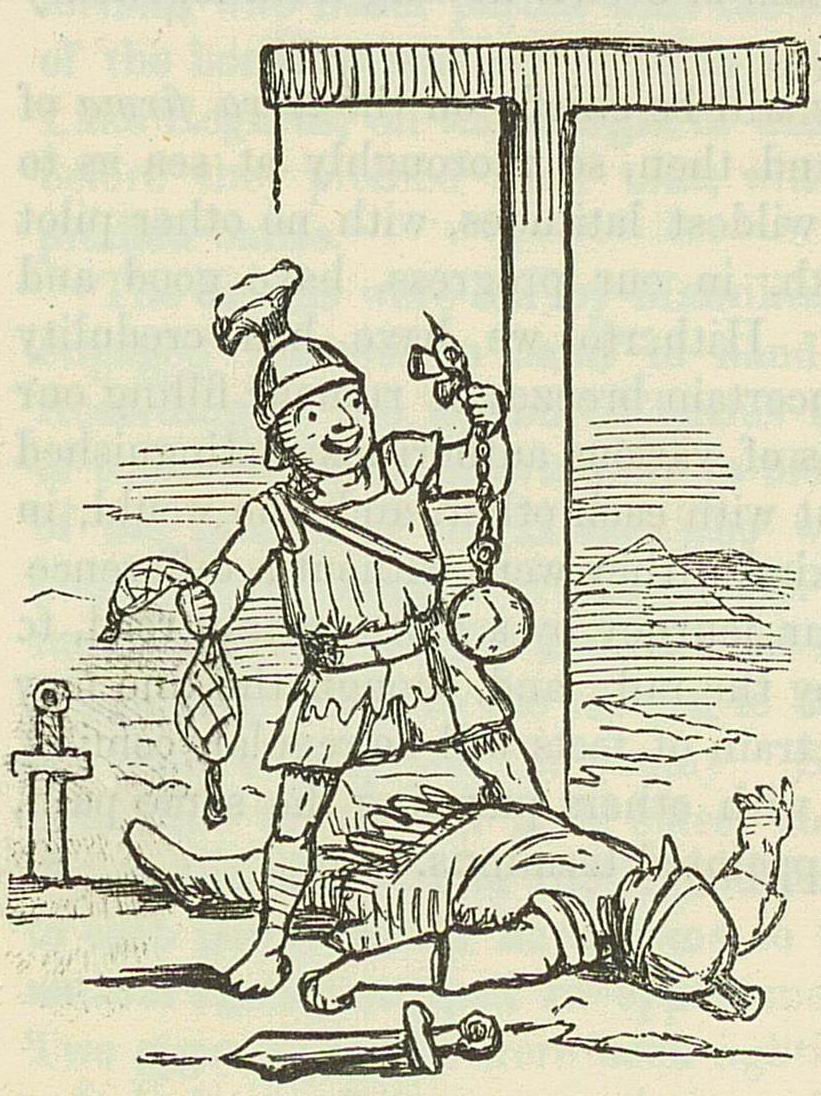
John Leech, lettrine T, Comic History of Rome, de Gilbert Abbott A. Beckett, Bradbury, Evans & Co, Londres (vers 1850), p. 56.
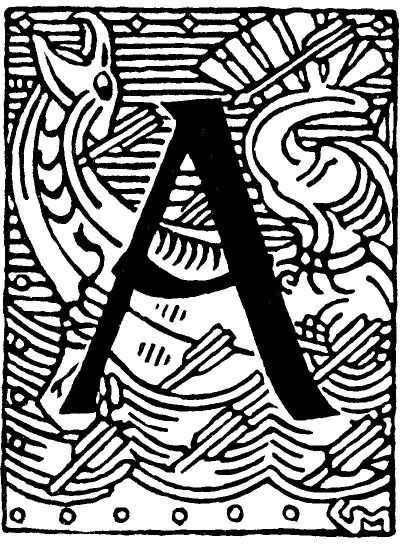
Gerhard Munthe, lettrine A, Saga d’Olaf Tryggvason, Snorri Sturluson, Heimskringla, J. M. Stenersen & Co (1899).
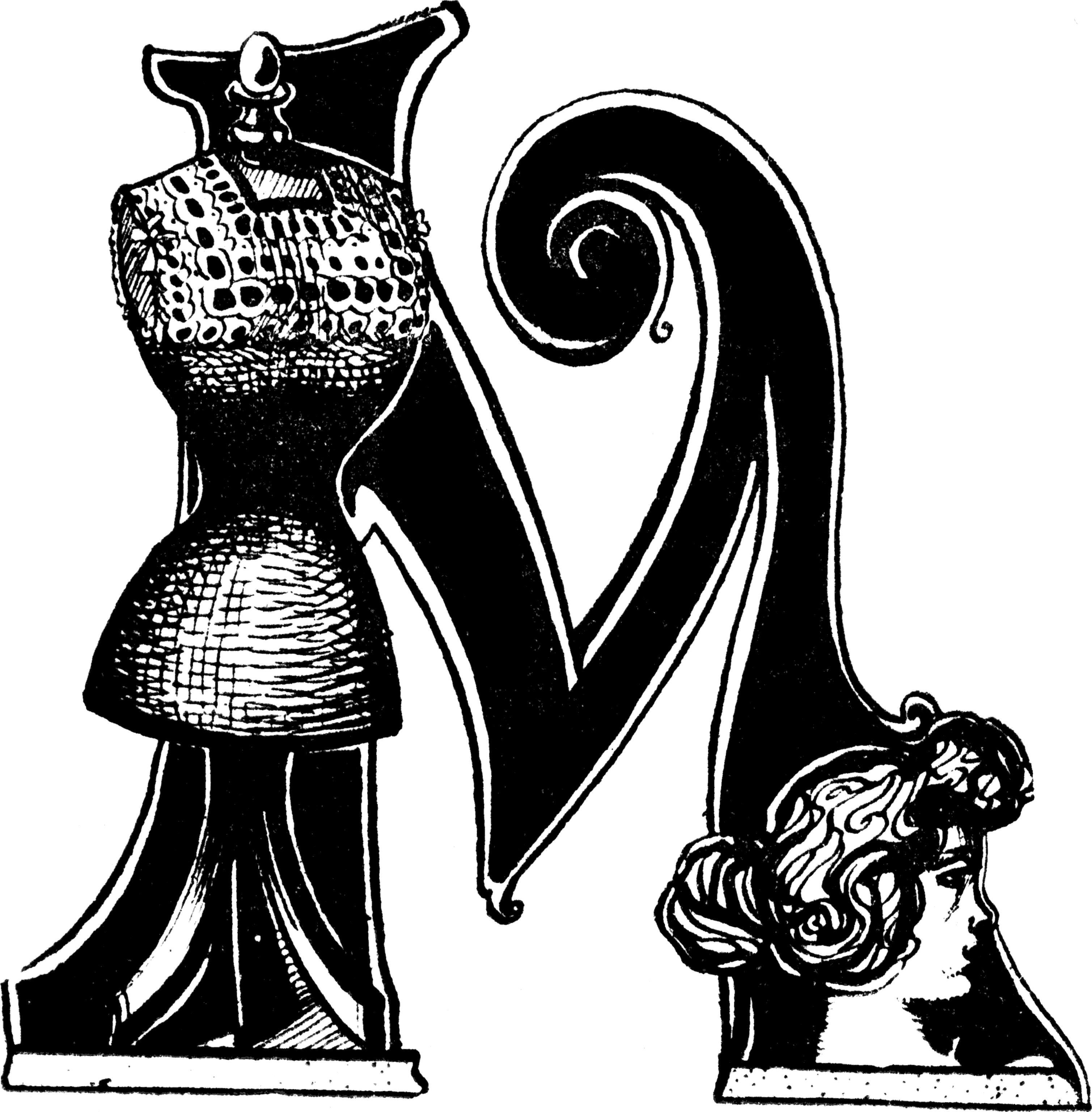
Frédéric Front, lettrine M, Le Mannequin, de Léon Riotor, Paris, Société anonyme La Plume, Bibliothèque artistique et littéraire (1900).